# Hydriomena biplagiata
Hydriomena biplagiata är en fjärilsart som beskrevs av Paul Dognin 1911. Hydriomena biplagiata ingår i släktet Hydriomena och familjen mätare. Inga underarter finns listade i Catalogue of Life.